# آشنایی با زبان لاتینی و کاربرد گیاه‌شناسی آن
آشنایی با زبان لاتینی و کاربرد گیاه‌شناسی آن کتابی از موسی ایرانشهر است که در سال ۱۳۸۵ منتشر و در مراسم کتاب سال جمهوری اسلامی ایران به‌عنوان کتاب برگزیده معرفی شد.